# Günther Holler-Schuster

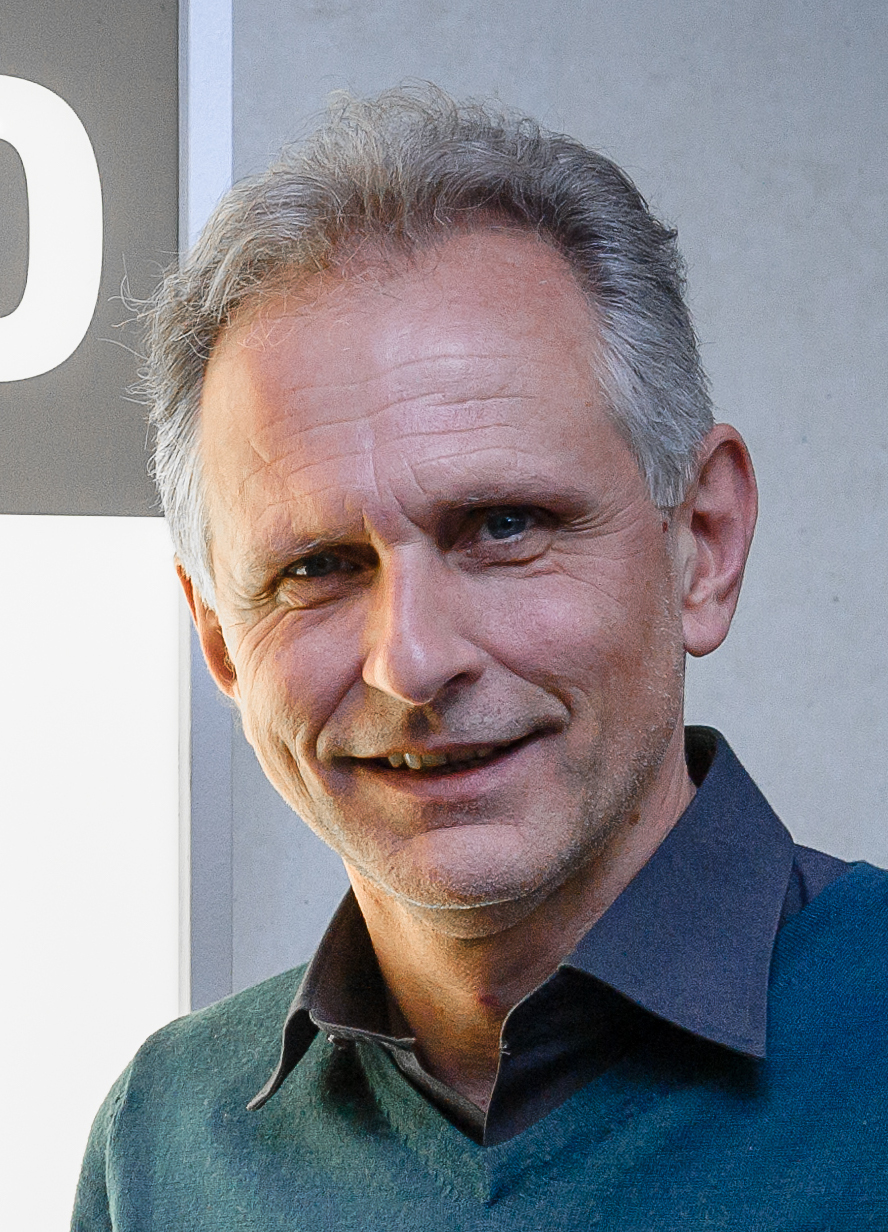
Günther Holler-Schuster (2017)

Günther Holler-Schuster (* 2. Juli 1963 in Altneudörfl) ist ein österreichischer Künstler.

## Leben
Günther Holler-Schuster studierte an der Karl-Franzens-Universität Graz, Kunstgeschichte und Volkskunde. Schon während seines Studiums in der Neuen Galerie Graz tätig, ist er dort seit dem Ende seiner Ausbildung Kurator. 1987 war er Gründungsmitglied der Künstlergruppe G.R.A.M. die heute von Martin Behr und Holler-Schuster geführt wird. Holler-Schuster beschäftigt sich in seiner Kunst mit der selektiven Wahrnehmung von Bildern. Aktiv ist Holler-Schuster vor allem in den Medien Fotografie, Film und Video. Holler-Schuster lebt nach Auslandsaufenthalten in China und den USA heute in Graz.

## Ausstellungsverzeichnis G.R.A.M.
- 2007 China entdecken. Künstlerhaus Graz
- 2006 Wenn der Tito stirbt. Pavelhaus, Laafeld und Steirischer Herbst, Graz
- 2006 Global Player. Christine König Galerie, Wien
- 2006 fussballfrei – OL, Fritsche, G.R.A.M., Pirker & Hamann. Galerie der Stadt Wels
- 2006 G.R.A.M. performances. Museum Sammlung Friedrichshof, Friedrichshof
- 2005 Natur – Raum – Kunst. Aus den Sammlungen des Museums und Ernst Ploil. Museum der Moderne Salzburg
- 2005 Allhamduleilah. Kunstverein Medienturm Graz, quartier21,  Wien und Visuelle Musik, Wien
- 2005 G.R.A.M. Passionierte Überzeugungstäter. Rakouské kulturní fórum Praha
- 2004 G.R.A.M. / Gerhard Roth. Jagdausflug im Stillen Ozean. Galerie Lisi Haemmerle, Bregenz
- 2003 Cameron Jamie & G.R.A.M. Christine König Galerie, Wien und Kunsthalle K2, Semriach
- 2002 Wiener Blut. Christine König Galerie, Wien
- 2002 Schindler Workshop im Rahmen von Rirkrit Tiravanija. Secession, Wien
- 1997 G.R.A.M. Paparazzi. Atelier Augarten, Wien und Grazer Kunstverein

## Auszeichnungen
- 2019: Österreichischer Kunstpreis für Künstlerische Fotografie 2018[1]